# Arco de Druso
Arco de Druso é um antigo arco de Roma localizado perto da primeira milha da Via Ápia e perto da Porta de São Sebastião.

## História
A origem exata do arco é incerta. Atualmente acredita-se geralmente que ele não tem nada a ver com Nero Cláudio Druso, o conquistador dos germânicos. Algumas versões defendem que o arco teria sido construído como parte de uma ampliação do aqueduto romano Água Márcia por Caracala em 211-6 d.C. para levar água de lá para as novas termas do imperador. Porém, é mais provável que o arco seja mais antigo que o aqueduto que teria sido convenientemente desviado para passar por cima dele.
Apenas a parte central do arco ainda está de pé, mas ele era originalmente um arco triplo ou, pelo menos, com projeções laterais, embora jamais tenha sido terminado. Foi construído em travertino, revestido de mármore e, de cada lado do arco, estão colunas de mármore númida em bases mármore branco. O arco tem 7,21 metros de altura. A Água Antoniniana, um ramo da Água Márcia, seguia por cima dele, mas o concreto revestido de tijolos visível no topo parecem ser de um período posterior. É possível ainda que este arco seja o "Arco de Trajano".